# 40 Ceti
40 Ceti är en gul stjärna i huvudserien i stjärnbilden Valfisken.
40 Ceti har visuell magnitud +6,52 och är inte synlig för blotta ögat ens vid god seeing. Den befinner sig på ett avstånd av ungefär 100 ljusår.